# Pessac
Pessac en francés, Peçac en occitano-gascón, es una localidad y comuna francesa ubicada en el departamento de Gironda, en la región de Aquitania.
Es la segunda comuna más grande del área suburbana de la ciudad de Burdeos con cuya comuna limita al suroeste.
Pessac alberga las instalaciones de la Universidad "Montesquieu-Bordeaux IV" y de la "Michel de Montaigne-Bordeaux III".

## Demografía
| 1 430 | 1 336 | 1 414 | 1 349 | 1 708 | 1 341 | 1 785 | 2 094 | 2 334 | 2 537 | 2 676 | 4 743 | 3 103 | 3 227 | 3 759 | 3 944 | 4 411 | 4 239 | 4 612 | 5 234 | 6 691 | 8 268 | 10 706 | 13 004 | 17 769 | 19 226 | 24 281 | 36 986 | 51 360 | 50 267 | 51 055 | 56 143 | 57 851 |
| Para los censos de 1962 a 1999 la población legal corresponde a la población sin duplicidades (Fuente: INSEE [Consultar]) |       |       |       |       |       |       |       |       |       |       |       |       |       |       |       |       |       |       |       |       |       |        |        |        |        |        |        |        |        |        |        |        |

Forma parte de la aglomeración urbana de Burdeos.

## Hermanamientos
- Burgos ( España) desde 1986.
- Galaţi ( Rumania) desde 1993.
- Göppingen ( Alemania) desde 2000.